# Stanisław Kiełbik
Stanisław Kiełbik, né le 8 juin 1961, à Wałbrzych, en Pologne, est un ancien joueur et entraîneur de basket-ball polonais. Il évoluait aux postes de meneur et d'arrière. 

## Palmarès
- Champion de Pologne 1982, 1987, 1988